# 터틀 크리크 스타디움

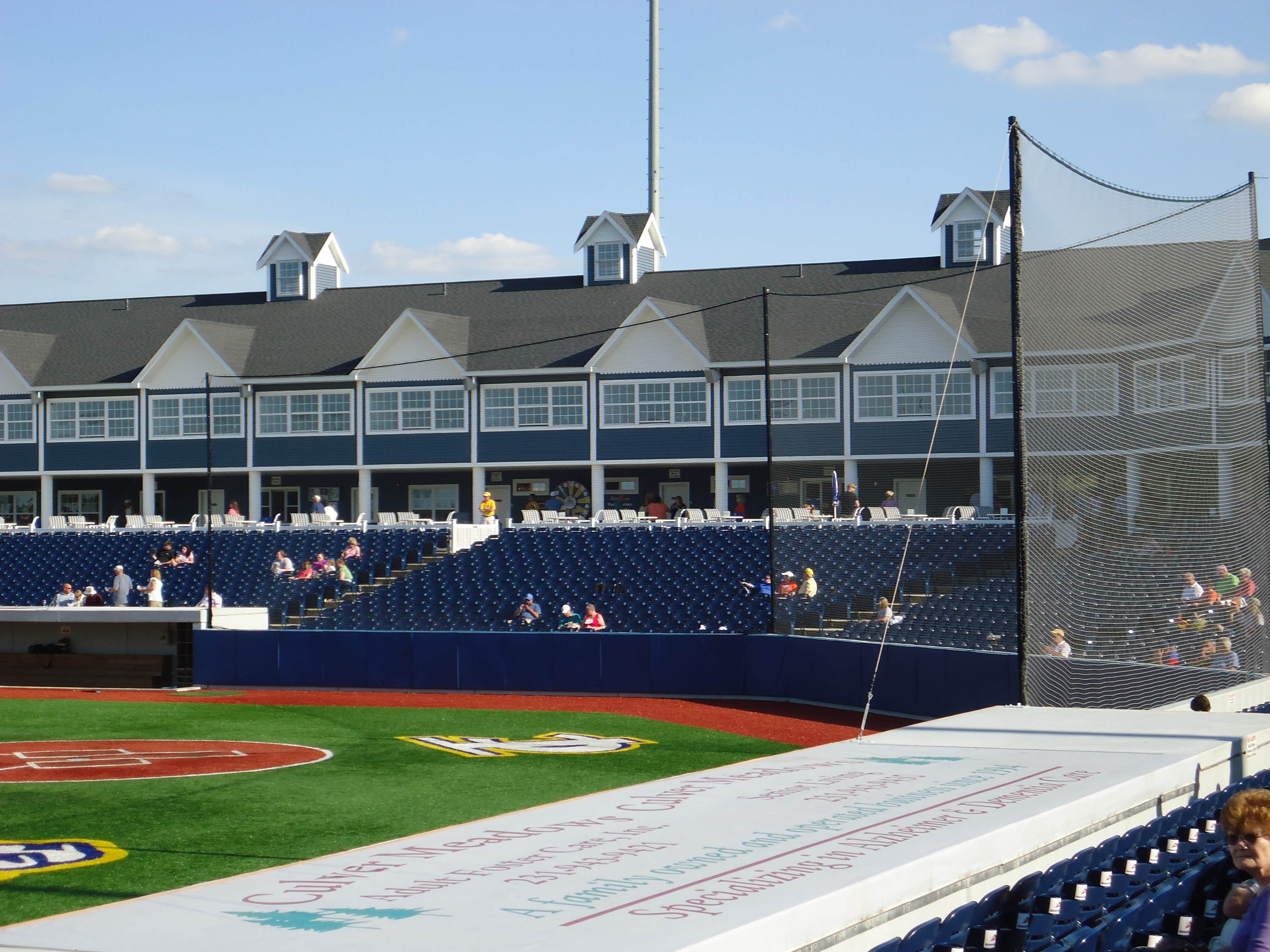

터틀 크리크 스타디움(Turtle Creek Stadium, 구 "Pit Spitters Park" 및 "Wuerfel Park")은 4,660석의 다목적 엔터테인먼트 시설이다. 93년 만에 트래버스시티에 처음으로 비치범스 야구팀의 새 홈구장으로 지어졌고 2019년에는 트래버스 도시의 새로운 야구 팀인 여름 대학 노스우드 리그의 트래버스 시티 핏 스피터스의 새로운 홈구장이 되었다.

## 역사
야구장은 26 에이커 (11 ha)의 트래버스 시티 남쪽 US 31 및 M-37 교차로 근처에 있다.

## 특징
야구장의 파사드는 리조트 호텔을 연상케 하는 야구장 건축만의 특징이다. 워펠 리조트와 비치 범스의 소유주인 존과 레슬리 워펠(Leslye Wuerfel)은 워펠 파크를 이 지역의 리조트 산업과 자신의 비즈니스 유형을 참조하도록 설계하였다.
2018년에 트래버스 비치 범과 워플 파크는 미시간주 그랜드래피즈에 있는 웨스트 미시간 화이트캡스의 CEO가 이끄는 새로운 소유권 그룹에 매각되었다. 매각된 구장의 새로운 팀인 트래버스 시티 핏 스피터스는 2019년부터 공원에서 활동하기 시작했으며 판매와 함께 이름이 핏 스피터스 파크로 변경되었다.
2019년, 인근 터틀 크릭 카지노(Turtle Creek Casino)가 공원의 명명권을 구입하여 2020년 시즌에 이름을 "터틀 크릭 스타디움(Turtle Creek Stadium)"으로 변경하였다.